# Den blinde lotterisælger sidder ganske stille på et flerfarvet lysstofrør og kigger opmærksomt ud mod havet
Den blinde lotterisælger sidder ganske stille på et flerfarvet lysstofrør og kigger opmærksomt ud mod havet er det ellevte studiealbum fra den danske rockmusiker Johnny Madsen, udgivet i 2001.

## Numre
1. "Daisy Doll" – 3:59
2. "Jack the Ripper's Café" – 3:48
3. "Tempel Street" – 3:25
4. "På dagklare sletter" – 3:09
5. "Lindberg" – 4:23
6. "Palmehytten" – 3:24
7. "Spring ud" – 3:46
8. "	Vejen hjem" – 3:22
9. "Den dag cirkus kom til byen" – 3:45
10. "Den blinde lotterisælger sidder ganske stille på et flerfarvet lysstofrør og kigger opmærksomt ud mod havet" – 14:13